# PROXL3M
PROXL3M – czwarty album studyjny polskiego zespołu muzycznego PRO8L3M. Wydawnictwo ukazało się 1 grudnia 2023 roku nakładem wytwórni muzycznej 2020 w dystrybucji Universal Music Polska.
Album zadebiutował na 1. miejscu polskiej listy sprzedaży – OLiS. Płyta uzyskała certyfikat czterokrotnie platynowej płyty, za sprzedaż ponad 120 tysięcy kopii.
Pod względem muzycznym płyta łączy w sobie przede wszystkim hip-hop.
Album został nominowany do Bestsellera Empiku 2023 w kategorii muzyka: rap i hip-hop.

## Lista utworów
Opracowano na podstawie materiału źródłowego.
1. „Yokohama” – 3:22
2. „Każdy tylko nie ja” – 3:29
3. „Chciwość” – 0:43
4. „S-class” – 3:19
5. „Tekken” – 2:37
6. „Łakomstwo” – 0:39
7. „Ronin” – 3:28
8. „Miyabi” – 3:00
9. „Gniew” – 0:39
10. „Nicea” – 3:37
11. „Forever” – 3:46
12. „Lenistwo” – 0:41
13. „Kłamca kłamca” – 2:12
14. „False flag” – 3:44
15. „Nieczystość” – 0:45
16. „Nad nami” – 3:39
17. „Otchłań” – 3:19
18. „Zazdrość” – 0:39
19. „Mayday” – 3:55
20. „Pycha” – 0:40
21. „Byłem człowiekiem” – 3:16
22. „Wieczna gra” – 4:10
23. „We made it” – 1:51

## Notowania

### Pozycja na liście sprzedaży
| Kraj   | Lista         | Najwyższa pozycja |
| ------ | ------------- | ----------------- |
| Polska | OLiS – albumy | 1                 |

## Certyfikaty
| Kraj          | Certyfikat         | Sprzedaż |
| ------------- | ------------------ | -------- |
| Polska (ZPAV) | 4× platynowa płyta | 120 000+ |